# Dipodomys ordii
Dipodomys ordii је врста глодара из породице кенгур-пацова (Heteromyidae).

## Распрострањење
Ареал врсте је ограничен на мањи број држава. 
Врста је присутна у Канади, Сједињеним Америчким Државама и Мексику.

## Станиште
Станиште врсте је травна вегетација.

## Угроженост
Ова врста је наведена као последња брига, јер има широко распрострањење и честа је врста.